# قلعه تلخون
قلعه تلخون مربوط به دوران‌های تاریخی پس از اسلام است و در شهرستان مشهد، بخش احمدآباد، روستای درخت سپیدار واقع شده و این اثر در تاریخ ۷ مهر ۱۳۸۱ با شمارهٔ ثبت ۶۴۳۵ به‌عنوان یکی از آثار ملی ایران به ثبت رسیده است.